# Lubow Woronkowa
Lubow Fiodorowna Woronkowa (ros. Любовь Фёдоровна Воронкова; ur. 1906, zm. 1976) – radziecka pisarka, autorka licznych powieści historycznych oraz książek dla dzieci i młodzieży.
Pochowana na Cmentarzu Wagańkowskim w Moskwie.

## Wybrana twórczość

### Powieści dla dzieci i młodzieży
- Dziewczynka z miasta[2] (Девочка из города) (wyd. polskie 1958, Nasza Księgarnia)
- Przyjaciółki idą do szkoły (Подружки идут в школу)
- Czarodziejski brzeg (Волшебный берег)
- Dokąd płyną obłoki[3] (Гуси-лебеди) (wyd. polskie 1973)

### Powieści historyczne
- Syn Zeusa (Сын Зевса) i W głębi wieków (В глуби веков)  - dylogia o Aleksandrze Macedońskim
- Ślad płomiennego życia (След огненной жизни) - o Cyrusie Wielkim
- Bohater Salaminy (Герой Саламина) - o Temistoklesie
- Wojny meseńskie (Мессенские войны)

## Wydania polskie
- Lubow Woronkowa, Dokąd płyną obłoki, przeł. z ros. Marek Dzierwajłło, "Nasza Księgarnia", Warszawa 1973.
- L. Woronkowa Dziewczynka z miasta, tł. z ros. Janina Lewandowska, "Nasza Księgarnia", Wyd. 4., Warszawa 1969.
- L. Woronkowa, W spalonej wiosce, tł. z ros. Irena Bajkowska, "Czytelnik", Warszawa 1950.